# Вільна енергія активації
Вільна енергія активації (рос. свободная энергия активации, англ. Gibbs energy of activation) — різниця між вільними стандартними енергіями Гіббса перехідного стану реакції та основних станів реактантів, позначається ΔG#. Вираховується з константи швидкості реакції k за рівнянням:
ΔG# = RT{ln(kB/h) — ln(k/T)},
де kB та h — відповідно сталі Больцмана та Планка, R — газова стала, T — термодинамічна температура.